# PlayStation Experience
PlayStation Experience (также известная как PSX) — является ежегодной выставкой индустрии компьютерных игр, проводимая Sony Interactive Entertainment с 2014 года. Данная выставка используется для показа, рекламы и продвижения игр для консолей PlayStation и связанных с ними товаров. Мероприятие открыто для общественности, где доступны стенды для демонстрации еще неизданных игр, а также стенды с готовыми демоверсиями игр, в которые может поиграть любой желающий.

## Северная Америка

### 2014
Первое мероприятие PlayStation Experience было проведено в Sands Expo в Лас-Вегасе, с 6 по 7 декабря 2014 года, в связи 20-летием PlayStation.

#### Участники выставки
| Activision - Destiny: The Dark Below (PS3 / PS4) Atlus - Persona 5 (PS4) Capybara Games - Super Time Force Ultra (PS4 / PSVita) Drinkbox Studios - Severed (PSVita) Double Eleven Limited - PixelJunk Nom Nom Galaxy (PS4) Double Fine Productions - Broken Age (PS4 / PSVita) - Day of the Tentacle (PS4 / PSVita) - Grim Fandango: Remastered (PS4 / PSVita) - Gang Beasts (PS4) Endnight Games - The Forest (PS4) Capcom - Ultra Street Fighter IV (PS4) - Street Fighter V (PC / PS4) - Resident Evil: Revelations 2 (PS4 / PSVita) | Hello Games - No Man's Sky (PS4) Konami - Suikoden (PSVita) - Suikoden II (PSVita) Red Hook Studios - Darkest Dungeon (PS4 / PSVita) Robot Entertainment - Orcs Must Die! Unchained (PS4) Sega - Yakuza 5 (PS3) Sony Computer Entertainment - Bloodborne (PS4) - Drawn to Death (PS4) - Fat Princess Adventures (PS4) - Kill Strain (PS4) - MLB 15: The Show (PS3 / PS4 / PSVita) - The Order: 1886 (PS4) - Tearaway Unfolded (PS4) - TowerFall Ascension (PS4 / PSVita) - Uncharted 4: A Thief's End (PS4) - Wattam (PS4) - What Remains of Edith Finch (PS4) | Square Enix - Final Fantasy VII (PS4) Tripwire Interactive - Killing Floor 2 (PS4) Versus Evil - The Banner Saga (PSVita) Warner Bros. Interactive Entertainment - Bastion (PS4 / PSVita) - Batman: Arkham Knight (PS4) Yacht Club Games - Shovel Knight (PS3 / PS4 / PSVita) Young Horses - Octodad: Dadliest Catch (PS4 / PSVita) |

### 2015
Второе мероприятие PlayStation Experience прошло в Moscone Center в Сан-Франциско, с 5 по 6 декабря 2015 года.

#### Участники выставки
| Activision - Destiny (PS3 / PS4) Bandai Namco Entertainment - Ace Combat 7: Skies Unknown (PS4) - Ni no Kuni II: Revenant Kingdom (PS4) Capcom - Street Fighter V (PC / PS4) Double Fine Productions - Day of the Tentacle (PS4 / PSVita) - Full Throttle (PS4 / PSVita) - Psychonauts in the Rhombus of Ruin (PS4) | Gearbox Software - Battleborn (PS4) Koei Tecmo - Nioh (PS4) Epic Games - Paragon (PC / PS4) No Goblin - 100 Ft Robot Golf (PS4) Owlchemy Labs - Job Simulator (PS4) Sega - Rez Infinite (PS4) - Yakuza 0 (PS4) - Yakuza 5 (PS3) | Sony Computer Entertainment - MLB The Show 16 (PS3 / PS4) - Ratchet & Clank (PS4) - Uncharted 4: A Thief's End (PS4) - Zombie Taxi Game (PS4) Square Enix - Final Fantasy VII Remake (PS4) - Hitman Go (PS4 / PSVita) Ubisoft - Eagle Flight (PS4) |

### 2016
Третье мероприятие PlayStation Experience проходило в конференц-центре Anaheim в Анахайме, с 3 по 4 декабря 2016 года.  Также был проведён турнир Call of Duty World League Invitational, с 8 командами и с призовым фондом в $ 20,000. Данный турнир начал сезон CWL.

#### Участники выставки
| Activision - Destiny: Rise of Iron (PS4) - Call of Duty: Infinite Warfare (PS4) - Crash Bandicoot N. Sane Trilogy (PS4) Atlus - Persona 5 (PS4) Bandai Namco Entertainment - Ace Combat 7: Skies Unknown (PS4) - Ni no Kuni II: Revenant Kingdom (PS4) Capcom - Marvel vs. Capcom Infinite (PS4) - Resident Evil 7: Biohazard (PS4) - Street Fighter V (PS4) - Ultimate Marvel vs Capcom 3 (PS4) Devolver Digital - Absolver (PS4) - Mother Russia Bleeds (PS4) - Strafe (PS4) Double Fine Productions - Full Throttle Remastered (PS4) | DotEmu - Windjammers (PS4 / PSVita) - Ys Origin (PS4 / PSVita) Grey Box - Dreadnought (PS4) GungHo Online Entertainment - Let It Die (PS4) Housemarque - Nex Machina (PS4) Koei Tecmo - Nioh (PS4) NIS America - Danganronpa V3: Killing Harmony (PS4 / PSVita) Sega - Hatsune Miku: Project DIVA Future Tone (PS4) - Sonic Mania (PS4) - Yakuza 6: The Song of Life (PS4) - Yakuza: Kiwami (PS4) | Sony Interactive Entertainment - Death Stranding (PS4) - Gran Turismo Sport (PS4) - Gravity Rush 2 (PS4) - Horizon Zero Dawn (PS4) - Knack 2 (PS4) - LocoRoco (PS4) - MLB The Show 17 (PS4) - Parappa the Rapper (PS4) - Patapon (PS4) - The Last Guardian (PS4) - The Last of Us Part II (PS4) - Uncharted: The Lost Legacy (PS4) - Wipeout: Omega Collection (PS4) Supergiant Games - Pyre (PS4) Square Enix - Lara Croft Go (PS4 / PSVita) - Nier Automata (PS4) |

### 2017
Четвёртое мероприятие PlayStation Experience было проведено вновь в конференц-центре Anaheim Convention Center в Анахайме, штат Калифорния, с 9 по 10 октября 2017 года.

### 2018

#### Отказ от мероприятия
28 сентября 2018 года председатель компании Sony Interactive Entertainment Шон Лейден объявил, что компания не планирует проводить мероприятие PlayStation Experience 2018. По словам Лейдена, причиной отказа послужила нехватка громких проектов для анонса на мероприятии. Также Лайден уточнил, что последующие крупные релизы ожидаются лишь в будущем времени, поэтому руководство Sony сочло организацию выставки нерациональным решением.

## Юго-Восточная Азия

### 2017
Первое мероприятие PlayStation Experience в Юго-Восточной Азии состоялось в конференц-центре «KL Live» в Куала-Лумпуре, Малайзия, 5 августа 2017 года.

#### Участники выставки
| Bandai Namco Entertainment - Ni no Kuni II: Revenant Kingdom (PS4) - Taiko no Tatsujin: Drum Session! (PS4) - Dragonball FighterZ (PS4) Capcom - Marvel vs Capcom: Infinite (PS4) Electronic Arts - EA Sports FIFA 18 (PS4) Sony Interactive Entertainment - Bravo Team (PS4) - Everybody's Golf (PS4) - Detroit: Become Human (PS4) - Gran Turismo Sport (PS4) - Knack 2 (PS4) - Matterfall (PS4) - No Heroes Allowed! VR (PS4) - Stifled (PS4) - The Inpatient (PS4) Square Enix - Dissidia Final Fantasy NT (PS4) - Monster of the Deep: Final Fantasy XV (PS4) Ubisoft - Far Cry 5 (PS4) |

### 2018
Второе мероприятие PlayStation Experience состоялось в GMM Live House в Бангкоке, Таиланд, с 18 по 19 августа 2018 года.

#### Участники выставки
| Activision - Spyro Reignited Trilogy (PS4) Bandai Namco - Jump Force (PS4) - Naruto to Boruto Shinobi Striker (PS4) - Soulcalibur VI (PS4) Capcom - Mega Man 11 (PS4) - Resident Evil 2 (PS4) Electronic Arts - EA Sports FIFA 19 Enhance, Inc - Tetris Effect (PS4 / PS VR) Epic Games - Fortnite (PS4) Koei Tecmo - Dead or Alive 6 (PS4) SEGA - Sonic Mania Plus (PS4) | Sony Interactive Entertainment - Astro Bot: Rescue Mission (PS4 / PS VR) - Blood & Truth (PS4 / PS VR) - Firewall Zero Hour (PS4 / PS VR) - Frantics (PS4) - Sekiro: Shadows Die Twice (PS4) - Marvel's Spider-Man (PS4) Square Enix - Dragon Quest XI: Echoes of an Elusive Age (PS4) - Kingdom Hearts III (PS4) - Shadow of the Tomb Raider (PS4) Warner Bros. Interactive Entertainment - Lego DC Super-Villains |